# شایونمتی
شایونمتی (به مجاری:  Sajónémeti) یک منطقهٔ مسکونی در مجارستان است که در بورشود-آبااوی-زمپلن واقع شده‌است.